# Malá Rača
Malá Rača (polsky Mała Racza, 1153 m n. m.) je hora v Kysuckých Beskydech (na polské straně Beskid Żywiecki) na slovensko-polské státní hranici. Nachází se v hlavním hřebeni mezi vrcholy Velká Rača (1236 m) na severu a Orol (1118 m) na jihovýchodě. Orol je oddělen Sedlem pod Orlom (1060 m). Jihozápadním směrem vybíhá z hory krátká rozsocha zakončená vrcholem Skalka (942 m) a sevřená mezi dvě větve Klubinské doliny. Východní svahy hory spadají do údolí potoka Racza. Severozápadní část je chráněna v rámci Národní přírodní rezervace Veľká Rača. Po východním úbočí prochází červeně značená dálková turistická trasa Główny Szlak Beskidzki. Vrcholem hory prochází Hlavní evropské rozvodí.

## Přístup
- po zelené  značce z Velké Rači nebo ze Sedla pod Orlom

## Související články

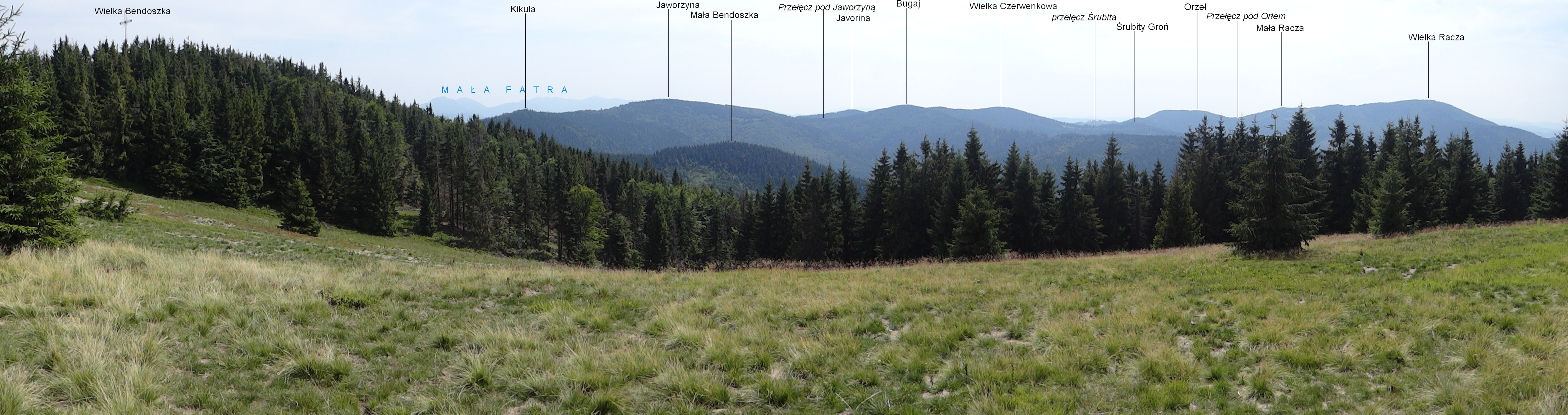
Malá Rača z vrcholu Pleskierówka